# Байрамова, Нармина Алиман кызы
Нармина Алиман кызы Байрамова (азерб. Nərminə Əhliman qızı Bayramova; род. 1964, Уджарский район, Азербайджанская ССР) — советский азербайджанский хлопкороб. Народный депутат СССР (1989—1991).

## Биография
Родилась в 1964 году в селе Боят Уджарского района Азербайджанской ССР.
С 1981 года — хлопокороб колхоза имени Физули Уджарского района республики. Достигала высоких результатов при выполнении планов производства сельскохозяйственной продукции, вносила рационализаторские предложения.
Активно участвовала в общественно-политической жизни Советского Союза. Состояла в ВЛКСМ.
В 1989 году избрана народным депутатом СССР от Евлахского территориального избирательного округа № 676 Азербайджанской ССР.